# 馬魯卿
馬魯卿（1527年—1599年），字道傳，號五和先生，四川成都府內江縣人，民籍。

## 生平
十月二十九日生，行一，治《書經》，由縣學生中式四川鄉試第二名舉人，年四十歲中式隆慶五年辛未科會試第一百七十四名，第三甲第一百四十七名進士。大理寺觀政，授陕西盩厔知县，萬曆二年（1574年）改任松江府儒学教授，四年升凤阳府通判，丁憂歸。十年复除温州府，十三年升順天府通判，十四年升工部主事，十九年历官工部署员外郎，万历二十年（1592年）正月升云南按察司佥事、分巡洱海道，二十一年二月京察致仕。

## 家族
曾祖馬自然，布政司右叅政；祖馬愷；父馬弁階，知縣；母張氏。嚴侍下，妻劉氏，繼妻高氏；弟肅卿；彥卿（知縣）；守卿；濟卿；懋卿；圻卿。